# Linrepe
Linrepe (Lolium remotum) är en växtart i familjen gräs.
Linrepe var tidigare vanlig som ogräs i linåkrar. Arten klassas idag som utrotad i Sverige.